# Aurachtal
Aurachtal – miejscowość i gmina w Niemczech, w kraju związkowym Bawaria, w rejencji Środkowa Frankonia, w regionie Industrieregion Mittelfranken, w powiecie Erlangen-Höchstadt, siedziba wspólnoty administracyjnej Aurachtal. Leży około 15 km na zachód od Erlangen, nad rzeką Aurach.

## Dzielnice
W skład gminy wchodzą następujące dzielnice: Münchaurach, Falkendorf, Unterreichenbach i Neundorf

## Polityka
Rada gminy składa się z 14 członków:
|      | CSU | Bezpartyjny Blok Wybrców | Razem     |
| 2002 | 6   | 8                        | 14 miejsc |

### Współpraca
Miejscowość partnerska:
- Reichenfels, Austria

## Zabytki i atrakcje
- klasztor Münchaurach
- ewangelicka bazylika